# پلیتبوروی حزب کمونیست چین
پلیتبوروی مرکزی حزب کمونیست چین (中国共产党中央政治局) که به‌طور رسمی به عنوان دفتر سیاسی مرکزی حزب کمونیست چین شناخته می‌شود و پیش از ۱۹۲۷ به عنوان دفتر مرکزی (中央局) شناخته می‌شد، گروهی ۲۵ نفره است که بر حزب کمونیست چین نظارت می‌کند. بر خلاف پلیتبوروی سایر احزاب کمونیست، قدرت درون دفتر سیاسی در  کمیته دائمی پلیتبورو متمرکز است. قدرت پلیتبورو تا حد زیادی ناشی از این واقعیت است که اعضای آن معمولاً دارای مناصبی حکومتی در جمهوری خلق چین هستند و بر انتصابات کارکنان پلیتبورو و دبیرخانه کنترل دارند.

## اعضای کنونی
پلیتبوری کنونی، ۱۹مین پلیتبورو است که در نشست عمومی اول نوزدهمین کمیته مرکزی در اکتبر ۲۰۱۷ برگزیده شدند.
| نویسه‌های چینی | نام           | سال تولد | سمت(sها)                                                                 |
| ------------- | ------------- | -------- | ------------------------------------------------------------------------ |
| 习近平        | شی جین پینگ   | ۱۹۵۳     | دبیرکل حزب کمونیست چین رئیس‌جمهور جمهوری خلق چین رئیس کمیسیون مرکزی نظامی |
| 李克强        | لی که چیانگ   | 1955     | نخست‌وزیر جمهوری خلق چین                                                  |
| 栗战书        | لی جان شو     | ۱۹۵۰     | رئیس کمیته دائمی کنگره ملی خلق                                           |
| 汪洋          | وانگ یانگ     | ۱۹۵۵     | رئیس کمیته ملی کنفرانس مشورتی سیاسی خلق چینی                             |
| 王沪宁        | وانگ هونینگ   | ۱۹۵۵     | دبیر دبیرخانه حزب کمونیست چین (رتبه اول)                                 |
| 赵乐际        | ژائو لجی      | ۱۹۵۷     | دبیر کمیسیون مرکزی بازرسی انظباطی                                        |
| 韩正          | هان ژنگ       | 1954     | معاون رئیس شورای دولتی (معاون اول)                                       |
| 丁薛祥        | Ding Xuexiang | 1962     | اداره کننده دفتر کل                                                      |
| 王晨          | وانگ چن       | 1950     | نایب رئیس کمیته دائمی کنگره ملی خلق                                      |
| 刘鹤          | لیو هه        | 1952     | نایب رئیس شورای دولتی                                                    |
| 许其亮        | Xu Qiliang    | 1950     | نایب رئیس کمیسیون مرکزی نظامی                                            |
| 孙春兰        | سون چونلان    | 1950     | نایب رئیس شورای دولتی                                                    |
| 李希          | Li Xi         | 1956     | دبیر حزبی گوانگ‌دونگ                                                      |
| 李强          | Li Qiang      | 1959     | دبیر حزبی شانگهای                                                        |
| 李鸿忠        | Li Hongzhong  | 1956     | دبیر حزبی تیانجین                                                        |
| 胡春华        | هو چونهوا     | 1963     | معاون رئیس شورای دولتی                                                   |
| 杨洁篪        | یانگ جیه‌چی    | 1950     | اداره کننده دفتر امور خارجی                                              |
| 杨晓渡        | Yang Xiaodu   | 1953     | اداره کننده کمیسیون ملی نظارتی                                           |
| 张又侠        | Zhang Youxia  | 1950     | نایب رئیس کمیسیون مرکزی نظامی                                            |
| 陈希          | Chen Xi       | 1953     | رئیس واحد سازمانی                                                        |
| 陈全国        | Chen Quanguo  | 1955     | دبیر حزبی سین‌کیانگ                                                       |
| 陈敏尔        | Chen Min'er   | 1960     | دبیر حزبی چونگ‌کینگ                                                       |
| 郭声琨        | Guo Shengkun  | 1954     | دبیر Political and Legal Affairs Commission                              |
| 黄坤明        | Huang Kunming | 1956     | رئیس واحد پروپاگاندا                                                     |
| 蔡奇          | Cai Qi        | 1955     | دبیر حزبی پکن                                                            |